# Mágneses indukció
A mágneses indukció vagy idegen nyelveken mágneses fluxussűrűség a mágneses tér erősségére jellemző vektormennyiség. (Lásd még: a mágneses térerősség)
Jele: B, mértékegysége: tesla.
{\displaystyle {\text{T}}={\dfrac {{\text{V}}{\cdot }{\text{s}}}{{\text{m}}^{2}}}={\dfrac {\text{N}}{{\text{A}}{\cdot }{\text{m}}}}={\dfrac {\text{J}}{{\text{A}}{\cdot }{\text{m}}^{2}}}={\dfrac {{\text{H}}{\cdot }{\text{A}}}{{\text{m}}^{2}}}={\dfrac {\text{Wb}}{{\text{m}}^{2}}}={\dfrac {\text{kg}}{{\text{C}}{\cdot }{\text{s}}}}={\dfrac {{\text{N}}{\cdot }{\text{s}}}{{\text{C}}{\cdot }{\text{m}}}}={\dfrac {\text{kg}}{{\text{A}}{\cdot }{\text{s}}^{2}}}}
ahol:
A = amper
C = coulomb
kg = kilogramm
m = méter
N = newton
s = másodperc
H = henry
V = volt
J = joule
Wb = weber
A mágneses indukció vektorát a vektorpotenciál rotációjaként számolhatjuk ki. 
Nem tévesztendő össze az elektromágneses indukció jelenségének egyik fajtájával, a nyugalmi indukcióval, amelyet szintén szoktak ezen a néven emlegetni. Ugyancsak nem tévesztendő össze a mágneses tér és az elektromos áram kapcsolatát jellemző vektormennyiséggel, a mágneses térerősséggel.

## Áramjárta vezető körüli mágneses tér erőssége
A vezetőben folyó áram által gerjesztett mágneses erőteret indukciós vonalak szemléltetik, amelyeknek bármely pontjában az érintő megadja az indukcióvektor irányát, a sűrűségük pedig az indukció nagyságát.
Az indukcióvonalak iránya az úgynevezett jobbkéz-szabály segítségével állapítható meg: a jobb kéz behajlított ujjai mutatják meg az irányt, ha a kinyújtott hüvelykujj az áram irányába mutat. A vezetőre merőlegesen folyó áram irányának jelölése: a befelé folyó áramot + jellel, a kifelé folyót pedig ponttal jelölik.
A végtelen hosszú, egyenes vezető körül a mágneses indukció nagysága egyenesen arányos a vezetőben folyó áram erősségével (I), és fordítottan arányos a vezetőtől mért távolsággal (R):
{\displaystyle B={\frac {{\mu _{0}}I}{2{\pi }R}}.}
A μ0 a légüres tér (és nagyjából a levegő) mágneses permeabilitása:
{\displaystyle \mu _{0}=4\pi \cdot 10^{-7}{\frac {Vs}{Am}}.}
Bármely körvezető (egymenetes tekercs) középpontjában az indukció:
{\displaystyle B=\mu _{0}{\frac {I}{2R}},}

ahol R a kör sugara.